# Idiocnemis nigriventris
Idiocnemis nigriventris – gatunek ważki z rodziny pióronogowatych (Platycnemididae).